# Центральноудмуртська депресія
Центра́льноудму́ртська депре́сія (Центральноудмуртська низовина) — регіональне зниження (депресія), що перетинає територію Удмуртії (Росія) широтно по смузі Кільмезь — Люк-Шудья — Кварса.
Ширина депресії становить 15-20 км. На заході з'єднується з Кільмезькою низовиною, на заході виходить до долини річки Кама. Відокремлює Тиловайську височину на півночі від Можгинської та Сарапульської на півдні. Основна тераса рельєфу знаходиться на абсолютних відмітках 150—170 м. Східна частина піднята до 200 м, але не перевищує 230 м.
Дренується правими притоками річки Вала — Піжил, Інга, Какмож, середньою течією річки Ува, верхів'ями річок Нилга, Іж та Вотка. Середня глибина врізання річок приблизно 60 м. В основі депресії залягають породи татарського ярусу пермської системи. Вони майже повсюди перекриті тонким (1,5-5 м) плащем четвертинних еолових відкладів. Місцями (в долині річок Іжа, Вотка та Ува) піски перевіяні та формують материкові дюни. Переважають природні слабкоперетворені ландшафти хвойно-широколистих лісів.
Частка агроландшафтів не перевищує 20% від площі природних. Відмічається підвищена заболоченість території, властива не тільки річковим долинам, але й вододілам.